# Akwa (Akwaya)
Akwa est une localité du Cameroun située dans le département du Manyu et la Région du Sud-Ouest, à proximité de la frontière avec le Nigeria. Elle fait partie de la commune d'Akwaya et du canton de Takamanda.

## Population
La localité comptait 185 habitants en 1953, puis 283 en 1967, des Manta du clan Banchu Acha. À cette date elle disposait d'une école presbytérienne fondée en 1965, d'une mission presbytérienne, d'un inspecteur de lèpre et d'un surveillant sanitaire).
Lors du recensement de 2005, on y a dénombré 1 447 personnes.